# Terra de Marie Byrd

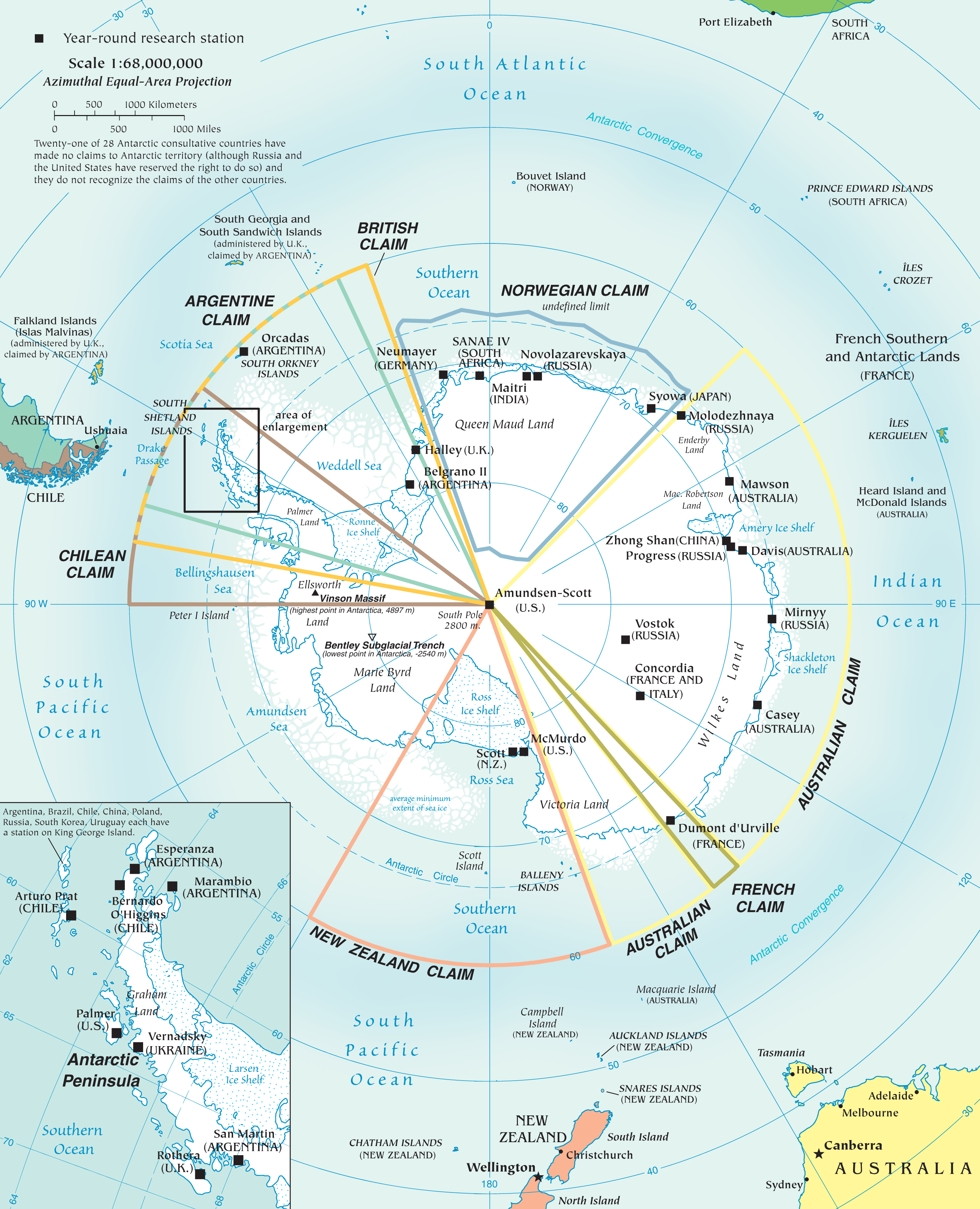
Mapa de l'Antàrtida; La Terra de Marie Byrd és a la part de sota a l'esquerra entre les reclamacions de Nova Zelanda i de Xile

La Terra de Marie Byrd, en anglès:Marie Byrd Land, és una part de l'oest de l'Antàrtida que es troba a l'est de l'Escut de Gel de Ross i el Mar de Ross i el sud de l'Oceà Pacífic. Es troba entre les longituds de les coordenades geogràfiques 158°W i 103° 24′ W. Rep el nom, des de 1929, de l'esposa de l'almirall Richard E. Byrd el qual va explorar aquesta zona.
Per motiu de la seva posició tan remota, la major part de la Terra de marie Byrd no ha estat reclamada per cap estat, per tant és la major Terra de ningú (terra nullius) que existeix al món, ja que ocupa uns 1.610.000 km². La reclamació prevista per part dels Estats Units no es va arribar a fer efectiva abans de l'entrada en vigor del Tractat Antàrtic de 1959. La part a l'oest de 150°W és part de la Ross Dependency de Nova Zelanda.
Se'n distingeixen 5 zones costaneres d'oest a est:
| No. | Sector              | Límit occidental | Límit oriental |
| --- | ------------------- | ---------------- | -------------- |
| 1   | Costa Saunders      | 158° 00′ W       | 146° 31′ W     |
| 2   | Costa Ruppert       | 146° 31′ W       | 136° 50′ W     |
| 3   | Costa Hobbs         | 136° 50′ W       | 127° 35′ W     |
| 4   | Costa Bakutis       | 127° 35′ W       | 114° 12′ W     |
| 5   | Costa Walgreen      | 114° 12′ W       | 103° 24′ W     |
|     | Terra de Marie Byrd | 158° 00′ W       | 103° 24′ W     |

## Bases
La terra de Marie Byrd va tenir la base dels Estats Units Byrd Station. Originàriament estava situada en les coordenades 80°S, 120°W, i va ser refeta a 80°S, 119°W. Va començar les seves activitats l'any 1957 a la zona de Costa Bakutis. L'any 1968 s'hi va obtenir, perforant, el primer nucli de gel a gran fondària que es va obtenir de l'Antàrtida. l'any 1972 aquesta estació va deixar de funcionar al llarg de tot l'any i va passar a fer-ho per temporades d'estiu però es va reobrir, pel programa estatunidenc USAP, l'any 2009.
A la Costa Ruppert de la Terra de Marie Byrd hi ha, des de 1980, l'estació russa Estació Russkaya la qual, actualment, només funciona a l'estiu austral.